# لوباخ
لوباخ (به آلمانی: Lobbach) یک شهر در آلمان است که در راین-نکار-کرایس واقع شده‌است. لوباخ ۲٬۴۳۴ نفر جمعیت دارد.